# Tordesillas
Tordesillas és un municipi de la província de Valladolid, a la comunitat autònoma de Castella i Lleó.

## Demografia
| 1991 | 1996 | 2001 | 2004 |
| ---- | ---- | ---- | ---- |
| 7548 | 7946 | 8045 | 8218 |

## Història
Tordesillas és coneguda per ser la localitat on Joana I de Castella (Joana la Boja) fou tancada durant 46 anys pel seu fill Carles I: entre els anys 1509 i 1555. Tant el seu cadàver com prèviament el fèretre del seu difunt espòs, Felip I de Castella (el Bell), foren temporalment instal·lats a l'església del Real Convento de Santa Clara fins als anys 1574 i 1525 respectivament, quan foren traslladats a Granada.
També és coneguda pel tractat internacional que s'hi va signar el 1494 entre el Regne de Portugal i els Regnes de les Espanyes (Ferran el Catòlic per Aragó i Isabel la Catòlica per Castella), per tal de donar legalitat a l'ocupació dels territoris que anaven explorant i descobrint.

## Costums
Una de les celebracions més conegudes del municipi és la del torneig del Toro de la Vega, que des del 2005 ha provocat manifestacions de protesta per part del Partit Antitaurí Contra el Maltractament Animal.